# Campeonato Sergipano de Futebol de 2020
O Campeonato Sergipano de Futebol de 2020 foi a 97º edição em 102 anos da divisão principal do campeonato estadual de Sergipe, cujo nome oficial é Campeonato Sergipano da Série A1. O campeão e o vice garantem vagas na Copa do Brasil de 2021, Copa do Nordeste de 2021 e Série D de 2021, exceto o Confiança que jogará a Série B de 2020. Em 16 de março, a Federação Sergipana de Futebol suspendeu o campeonato por tempo indeterminado devido à pandemia de COVID-19. Em reunião realizada no dia 17 de junho, foi decidido a volta do estadual para 25 de julho, sendo todos os jogos realizados na Arena Batistão,o Campeão foi a equipe do Confiança.
Oito clubes participam do torneio: os dois times tradicionais da capital Aracaju, o Confiança e o Sergipe; o Itabaiana da cidade homônima; Boca Júnior que passará a mandar seus jogos na nova sede em Carmópolis; Dorense, Lagarto, Frei Paulistano (campeão estadual no ano anterior) e o América de Pedrinhas, campeão da Série A2 de 2019.
As equipes rebaixadas seriam o América de Pedrinhas, que amargou o descenso à Série A2 de 2021 pela 7ª rodada da Primeira fase, o Mequinha Sergipano perdeu para o Dorense pelo  placar de 2 a 0 jogando em casa no Roberto Silva, localizado na cidade de Pedrinhas. O outro rebaixado foi o Lagarto. No que foi chamado de "A Batalha dos Matutos", o jogo ocorreu no Estádio Etelvino Mendonça na cidade de Itabaiana e o Esmelradino perdeu para o Itabaiana por 1 á 0 e assim decretou que seria o seu rebaixamento, pela primeira vez na história, só que Devido a pandemia de COVID-19 a Federação Sergipana de Futebol propôs não haver rebaixados no certame de 2020. Em reunião realizada no dia 22 de julho na sede da FSF, foi discutido e aceito pelas oitos equipes participantes da edição em comum acordo, as equipes que seriam rebaixadas retornarão para edição do próximo ano.

## Regulamento
A primeira fase será em turno único, ou seja, só partidas de ida. Por sorteio, ficou definido que Confiança, Boca Júnior, América de Pedrinhas e Dorense vão realizar quatro jogos com mando de campo. Já Sergipe, Freipaulistano, Itabaiana e Lagarto farão três partidas como mandante.
Os quatro primeiros colocados da fase inicial avançam ao quadrangular, e os dois últimos serão rebaixados. O campeão da primeira fase tem direito a optar pela vaga na Copa do Brasil ou na Série D de 2021.
Na segunda fase, as quatro equipes vão se enfrentar em jogos de ida e volta. Ao final das seis rodadas, os dois primeiros colocados da fase se sagram campeão e vice, sem a realização de finais. O campeão assegura classificação direta para a Copa do Nordeste, Copa do Brasil e Série D.
O regulamento do estadual sofreu três alterações devido à pandemia de COVID-19. As contratações estão liberadas até o fim do estadual e os atletas que estiveram atuando na primeira fase da competição por outras equipes (América de Pedrinhas, Boca Júnior, Dorense e Lagarto) estão liberados para atuarem pelos quatro clubes da segunda fase.
Também ficou permitido que as equipes façam até cinco substituições por jogo. Para evitar que o jogo seja interrompido muitas vezes, cada equipe terá apenas três oportunidades para fazer substituições. Mas as substituições também podem ser feitas no intervalo das partidas.
Na oportunidade os dirigentes definiram a data da retomada do estadual, dia 25 de julho. Todas as rodadas serão disputas na Arena Batistão, em Aracaju. Um campo neutro e com os padrões recomendados para o atual momento. Os jogos serão sem a presença de torcedores e com um protocolo de medidas sanitárias.

#### Mudança no regulamento: rebaixamento
Devido a pandemia de COVID-19 a Federação Sergipana de Futebol realizou um encontro extraordinário que serviu para discutir mudanças no Artigo 11° do Campeonato Sergipano, que trata da fórmula de disputa da competição. Ficou definido por unanimidade que o estadual desta temporada não terá mais times rebaixados. Ou seja, América de Pedrinhas e Lagarto, que já haviam tido a queda para a Série A2 sacramentara após o término da primeira fase.
A decisão foi tomada com base no decreto federal que flexibiliza a alteração dos regulamentos por causa da pandemia do novo coronavírus, apesar de não haver mais o rebaixamento em 2020, a Federação Sergipana de Futebol confirmou que haverá ainda este ano a Série A-2 do Campeonato Sergipano. A previsão é de que a competição aconteça a partir do mês de outubro e que campeão e vice garantam o acesso com isso, a primeira divisão voltará a ter 10 clubes em 2021. O Campeonato Sergipano da próxima temporada deve começar no mês de janeiro, sem a presença no primeiro momento dos clubes que estiverem disputando competições nacionais, com a paralisação do calendário, os campeonatos nacionais serão concluídos apenas no início do ano que vem.

### Critério de desempate
Os critério de desempate foram aplicados na seguinte ordem:
1. Maior número de vitórias
2. Maior saldo de gols
3. Maior número de gols pró (marcados)
4. Maior número de gols contra (sofridos)
5. Confronto direto
6. Sorteio

## Equipes participantes

### Promovidos e rebaixados
| Pos. | Rebaixados da Série A1 de 2019 |
| ---- | ------------------------------ |
| 8º   | Guarany-SE                     |
| 9º   | Olímpico                       |

| Pos. | Promovido da Série A2 de 2019 |
| ---- | ----------------------------- |
| 1º   | América                       |

### Informações das equipes
| Aumento | Equipe promovida da Série A2 de 2019 |

- Devido a mudança de sede, o Boca Júnior passou a jogar na cidade de Carmópolis, no Estádio Fernando França.
- Devido a reforma do Estádio Paulo Barreto, o Lagarto mandou suas partidas na cidade de Simão Dias e jogou no Estádio Estadual de Simão Dias.

## Primeira Fase
| 1 | Confiança            | 17 | 7 | 5 | 2 | 0 | 11 | 4  | +7  |
| 2 | Sergipe              | 16 | 7 | 5 | 1 | 1 | 12 | 5  | +7  |
| 3 | Freipaulistano       | 10 | 7 | 3 | 1 | 3 | 13 | 10 | +3  |
| 4 | Itabaiana            | 9  | 7 | 3 | 0 | 4 | 8  | 8  | 0   |
| 5 | Boca Júnior          | 8  | 7 | 2 | 2 | 3 | 10 | 12 | –2  |
| 6 | Dorense              | 8  | 7 | 2 | 2 | 3 | 6  | 8  | –2  |
| 7 | Lagarto              | 6  | 7 | 1 | 3 | 3 | 3  | 6  | –3  |
| 8 | América de Pedrinhas | 4  | 7 | 1 | 1 | 5 | 7  | 17 | –10 |

|  |                                                                |
|  | Classificado para o Quadrangular Final, Copa do Brasil de 2021 |
|  | Classificados para o Quadrangular Final                        |
|  | Mantidos no Série A1 de 2021                                   |

| América de Pedrinhas | —     | —     | —     | 0 – 2 | 3 – 2 | 2 – 4 | —     | 0 – 3 |
| Boca Júnior          | 2 – 2 | —     | —     | —     | 1 – 3 | 2 – 1 | 1 – 0 | —     |
| Confiança            | 3 – 0 | 3 – 2 | —     | —     | —     | —     | 0 – 0 | 2 – 1 |
| Dorense              | —     | 2 – 1 | 1 – 1 | —     | 1 – 4 | —     | 0 – 0 | —     |
| Freipaulistano       | —     | —     | 0 – 1 | —     | —     | 2 – 1 | —     | 1 – 2 |
| Itabaiana            | —     | —     | 0 – 1 | 1 – 0 | —     | —     | 1 – 0 | —     |
| Lagarto              | 1 – 0 | —     | —     | —     | 1 – 1 | —     | —     | 1 – 3 |
| Sergipe              | —     | 1 – 1 | —     | 1 – 0 | —     | 1 – 0 | —     | —     |

|  |                     |  |        |  |                      |
|  | Vitória do Mandante |  | Empate |  | Vitória do Visitante |

#### Rodadas na liderança e Lanterna
Em negrito, os clubes que mais permaneceram na liderança.
| Liderança | Liderança | Liderança | Liderança | Liderança | Liderança | Liderança |
| --------- | --------- | --------- | --------- | --------- | --------- | --------- |
| 1         | 2         | 3         | 4         | 5         | 6         | 7         |
| ITABAIANA | ITABAIANA | CONFIANÇA | CONFIANÇA | CONFIANÇA | CONFIANÇA | CONFIANÇA |
| Lanterna  |           |           |           |           |           |           |
| 1         | 2         | 3         | 4         | 5         | 6         | 7         |
| BOC       | AMÉRICA   | AMÉRICA   | DOR       | AMÉRICA   | AMÉRICA   | AMÉRICA   |

## Segunda Fase
| 1 | Confiança      | 12 | 6 | 3 | 3 | 0 | 9  | 3  | +6 |
| 2 | Sergipe        | 12 | 6 | 3 | 3 | 0 | 10 | 5  | +5 |
| 3 | Itabaiana      | 4  | 6 | 1 | 1 | 4 | 6  | 10 | –4 |
| 4 | Freipaulistano | 4  | 6 | 1 | 1 | 4 | 3  | 10 | –7 |

|  |                                                                          |
|  | Campeão, classificado para Nordestão 2021                                |
|  | Vice-campeão, classificado para Copa do Brasil de 2021 e Série D de 2021 |
|  | Terceiro, classificado para Série D de 2021                              |
|  | Quarto                                                                   |

| Confiança      | —     | 1 – 0 | 1 – 1 | 2 – 2 |
| Freipaulistano | 0 – 4 | —     | 2 – 1 | 0 – 1 |
| Itabaiana      | 0 – 1 | 2 – 0 | —     | 1 – 4 |
| Sergipe        | 0 – 0 | 1 – 1 | 2 – 1 | —     |

|  |                     |  |        |  |                      |
|  | Vitória do Mandante |  | Empate |  | Vitória do Visitante |

#### Rodadas na liderança e Lanterna
Em negrito, os clubes que mais permaneceram na liderança.
| 1         | 2         | 3         | 4         | 5         | 6   |     |     |     |     |
| CONFIANÇA |           |           |           |           |     |     |     |     |     |
| Lanterna  |           |           |           |           |     |     |     |     |     |
| 1         | 2         | 3         | 4         | 5         | 6   |     |     |     |     |
| ITABAIANA | ITABAIANA | ITABAIANA | ITABAIANA | ITABAIANA | FPL | FPL | FPL | FPL | FPL |

### Premiação
| Campeonato Sergipano de 2020   |
| ------------------------------ |
| Confiança Campeão (22º título) |

## Artilharia
Atualizado em 26 de janeiro
| Gols | Jogador   | Time           |
| ---- | --------- | -------------- |
| 2    | Diego     | Boca Júnior    |
| 2    | Acassio   | Freipaulistano |
| 2    | Luan      | Freipaulistano |
| 2    | Neto      | Freipaulistano |
| 2    | Alex Galo | Itabaiana      |

## Públicos

### Média
As médias de público são calculadas manualmente, levando-se em conta o relatório oficial emitido pela FSF, disponíveis no site oficial.

Atualizado em 10 de abril
| Pos. | Time                 | Média | Total  | Mandos | Maior | Menor | Arrecadação   | Ticket Médio |
| ---- | -------------------- | ----- | ------ | ------ | ----- | ----- | ------------- | ------------ |
| 1    | Confiança            | 4 681 | 18 726 | 4      | 9 979 | 2 329 | R$ 253 381,00 | R$ 13,53     |
| 2    | Itabaiana            | 1 773 | 7 094  | 4      | 2 657 | 981   | R$ 108 450,00 | R$ 15,28     |
| 3    | Sergipe              | 1 536 | 6 147  | 4      | 2 322 | 1 082 | R$ 149 925,00 | R$ 24,38     |
| 4    | Freipaulistano       | 1 225 | 3 676  | 3      | 1 450 | 1 091 | R$ 48 820,00  | R$ 13,28     |
| 5    | Lagarto              | 794   | 2 383  | 3      | 1 121 | 583   | R$ 17 640,00  | R$ 7,40      |
| 6    | Dorense              | 533   | 2 135  | 4      | 843   | 360   | R$ 21 710,00  | R$ 10,16     |
| 7    | América de Pedrinhas | 422   | 1 691  | 4      | 717   | 167   | R$ 21 790,00  | R$ 12,88     |
| 8    | Boca Júnior          | 203   | 814    | 4      | 298   | 126   | R$ 10 410,00  | R$ 12,78     |

## Classificação Geral
- a. ^ Confiança disputará a Série B 2020, de forma que possuí vaga garantida, no mínimo, na Série C 2021. Dessa forma, as vagas na Série D 2021 serão repassadas aos 3º e 4º colocados do campeonato caso o clube figurem entre o primeiro e segundo colocados.

## Técnicos
| Equipe          | Técnico                                     |
| --------------- | ------------------------------------------- |
| América         | Nilson Sergipano (1ª—)                      |
| Boca Júnior     | Milton Fernandes (1ª—)                      |
| Confiança       | Daniel Paulista (1ª—5ª) Matheus Costa (6ª—) |
| Dorense         | Davi Lima (1ª—3ª)                           |
| Dorense         | Elenilson Silva (4ª—)                       |
| Frei Paulistano | Betinho (1ª—)                               |
| Itabaiana       | Ferreira (1ª—)                              |
| Lagarto         | Ranielle Ribeiro (1ª—)                      |
| Sergipe         | Paulo Foiani (1ª—)                          |

### Mudança de Técnicos
| Clube     | Antecessor       | Motivo                | Data            | Última partida                            | Rod      | Pos | Sucessor        | Ref.          |
| --------- | ---------------- | --------------------- | --------------- | ----------------------------------------- | -------- | --- | --------------- | ------------- |
| Sergipe   | Fernando Dourado | Razões pessoais       | 3 de janeiro    | Sergipe 1–1 América de Pedrinhas          | Amistoso | —   | Paulo Foiani    | [ 11 ]        |
| Dorense   | Davi Lima        | Maus resultados       | 22 de janeiro   | Dorense 1–4 Freipaulistano                | 3ª       | 7º  | Elenilson Silva | [ 12 ]        |
| Confiança | Daniel Paulista  | Contratado pelo Sport | 16 de fevereiro | Confiança 2-0 River-PI (Copa do Nordeste) | 5ª       | 2º  | Matheus Costa   | [ 13 ] [ 14 ] |